# 小高英紀
小高 英紀（おだか ひでき、1942年3月12日 - ）は、日本の実業家。三菱ガス化学代表取締役社長や、同社代表取締役会長を務めた。

## 人物・来歴
東京都出身。1965年一橋大学商学部卒業、三菱江戸川化学（現三菱ガス化学）入社。関連事業部長を経て、1997年取締役に昇格。1999年常務取締役。2001年から代表取締役社長を務め、積極的な投資を進めた。2007年代表取締役会長。2013年相談役。